# بتسیبوکا
بتسیبوکا (Betsiboka) یکی از ۲۲ منطقه کشور ماداگاسکار است.

## ناحیه ها
منطقه بتسیبوکا از ۳ ناحیه تشکیل شده است:
- کاندرهو (Kandreho)
- مائه‌واتانانا (Maevatanana)
- تساراتانانا ( Tsaratanana )